# Flacylla
Flacylla, Elia Flacylla (Aelia Flavia Flaccilla, też Plakilla lub Plakidia) – cesarzowa rzymska, pierwsza żona cesarza rzymskiego Teodozjusza I Wielkiego.
Pochodziła z Hiszpanii, urodziła się ok. 361 roku. W 376 roku poślubiła Teodozjusza, który w 379 roku został cesarzem i od tego czasu nosiła tytuł augusty.
Matka Arkadiusza, Pulcherii i Honoriusza. Zmarła w 386. Jej wizerunek z tytułem augusty pojawiał się na monetach.

## Literatura dodatkowa
- Anja Busch: Die Frauen der theodosianischen Dynastie. Macht und Repräsentation kaiserlicher Frauen im 5. Jahrhundert (= Historia – Einzelschriften. Band 237). Steiner, Stuttgart 2015, ISBN 978-3-515-11044-0, s. 25–34
- Kirsten Groß-Albenhausen: Flacilla. In: Der Neue Pauly (DNP). Band 4, Metzler, Stuttgart 1998, ISBN 3-476-01474-6, Sp. 535.
- Arnold Hugh Martin Jones, John Robert Martindale, John Morris: Aelia Flavia Flaccilla. In: The Prosopography of the Later Roman Empire (PLRE). Band 1, Cambridge University Press, Cambridge 1971, ISBN 0-521-07233-6, s. 341–342.
- Adolf Lippold: Flaccilla, Aelia. In: Der Kleine Pauly (KlP). Band 2, Stuttgart 1967, Sp. 560.